# Bács-Kiskun
Bács-Kiskun är en provins i södra Ungern vid gränsen till Serbien. Provinsen är landets största till ytan.